# Erinna (cràter)
Erinna és un cràter d'impacte en el planeta Venus de 33,8 km de diàmetre. Porta el nom d'Erinna (fl. segle vi aC), poetessa grega, i el seu nom va ser aprovat per la Unió Astronòmica Internacional el 1994.